# Dalmacio Negro Pavón
Dalmacio Negro Pavón (Madrid, 23 dicembre 1931 – Madrid, 23 dicembre 2024) è stato un filosofo e politologo spagnolo.

## Biografia
Laureato in filosofia e in scienze politiche, fu ordinario emerito della Complutense e dell'Università San Pablo di Madrid. Fu membro della Real Academia de Ciencias Morales y Políticas.

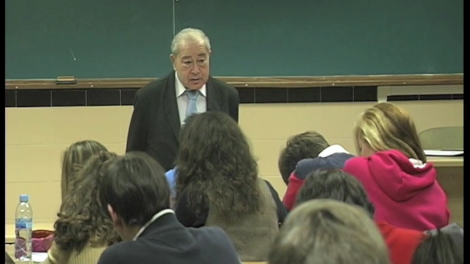
Dalmacio Negro mentre tiene una lezione all' USP-CEU

## Opere
- Dalmacio Negro Pavón, Comte: positivismo y revolución, Editorial Cincel, 1985, ISBN 978-84-7046-411-9.
- Dalmacio Negro Pavón, Estudios sobre Carl Schmitt, Fundación Cánovas del Castillo, 1995, ISBN 978-84-88306-26-5.
- Dalmacio Negro Pavón, Gobierno y Estado, Marcial Pons, Ediciones Jurídicas y Sociales, 2002, ISBN 978-84-7248-994-3.
- Dalmacio Negro Pavón, El Liberalismo en España, Unión Editorial, 1988, ISBN 978-84-7209-209-9.
- Dalmacio Negro Pavón, Liberalismo y socialismo: la encrucijada intelectual de Stuart Mill, Centro de Estudios Políticos y Constitucionales, 1976, ISBN 978-84-259-0577-3.
- Dalmacio Negro Pavón, Lo que Europa debe al cristianismo, Unión Editorial, 2006, ISBN 978-84-7209-434-5.
- Dalmacio Negro Pavón, La tradición liberal y el estado, Unión Editorial, 1995, ISBN 978-84-7209-287-7.
- Dalmacio Negro Pavón, El mito del hombre nuevo, Ediciones Encuentro, 2008, ISBN 978-84-7490-961-6.
- Dalmacio Negro Pavón, Historia de las formas del Estado[collegamento interrotto], El buey mudo, 2010, ISBN 9788493778910.